# Lonette McKee
Lonette McKee (* 22. Juli 1954 in Detroit) ist eine US-amerikanische Schauspielerin und R&B-Singer-Songwriterin.

## Leben und Wirken
Lonette McKee, die zweite Tochter von Lonnie McKee, einem Maurer und Autofabrikarbeiter, und seiner Frau Dorothy McKee, hat zwei Schwestern: die ältere ist die Schauspielerin und Tänzerin Kathrine McKee, die jüngere heißt Carol. Da ihr Vater ein Schwarzer und ihre Mutter eine Weiße war, wurde Lonette McKee früh mit rassistischen Vorbehalten konfrontiert. Sie begann als Kind mit einer musikalischen Ausbildung, spielte Klavier, sang und schrieb Songs. Bereits im Alter von sieben oder acht Jahren trat sie im Großraum Detroit auf. Ende der 1960er Jahre veröffentlichte sie mehrere Singles, produziert von Dennis Coffey und Mike Theodore, und mit Stop Don’t Worry gelang der 14-Jährigen ein regionaler Hit. Sie verließ die Saint Martin de Porres High School nach der neunten Klasse und ging mit 15 nach Los Angeles, wo sie bei ihrer Schwester Kathrine lebte. Dort nahm sie auch ihr erstes Album Lonette auf, das sie wiederum mit Coffex und Theodore realisierte; es erschien 1974 bei Sussex Record, dem Label von Clarence Avant (1931–2023). Mit Save It Don’t Give It Away, der ersten ausgekoppelten Single des Albums, trat sie in der Varieteshow Soul Train von Don Cornelius auf. 1972 sang sie als eine der Soul Sisters in Jonathan Winters’ wöchentlicher TV-Show The Wacky World of Jonathan Winters.
1978 erschien ihr zweites R&B/Pop-Album Words And Music bei Warner Bros. Records, für das sie auch alle Songs selbst geschrieben hat. Es war jedoch kein kommerzieller Erfolg.
Größere Bekanntheit als mit ihrer Musik erlangte McKee dann durch ihre Auftritte in Film und Fernsehen. Ihre Schauspielkarriere begann 1976 mit einer Hauptrolle in Sparkle, einem Musikdrama von Warner Bros. Pictures, bei dem Sam O’Steen Regie führte. In der tragischen Rolle der drogensüchtigen Sister hatte McKee umfangreiche Tanz- und Gesangsszenen nach der Musik von Curtis Mayfield. Für den Soundtrack zum Film wurden die Songs jedoch mit Aretha Franklin neu aufgenommen. Seitdem trat McKee regelmäßig in US-amerikanischen Filmen auf, zum Teil mit Gesangspart, wie in Cotton Club, wo sie den Song  Ill Wind vortrug. Mehrfach spielte sie in Filmen von Spike Lee, beispielsweise in Jungle Fever und Malcolm X. Sie hatte außerdem Gastrollen in verschiedenen TV-Serien.
Die Zeitschrift People zählte McKee 1995 zu „The 50 Most Beautiful People“, den 50 schönsten Menschen der Welt.
1998 und 1999 war McKee für ihre schauspielerische Leistung in As the World Turns und To Dance with Olivia für einen Image Award nominiert. 2003 folgte eine Nominierung für den Black Reel Award in der Kategorie Best Supporting Actress für ihren Auftritt in dem Film Lift.
Neben ihrer Filmkarriere übernahm sie gelegentlich Theaterrollen. So debütierte sie 1981 in dem Musical The First. Für ihre Darstellung in Show Boat war sie 1983 für einen Tony Award und 1995 für einen Drama Desk Award nominiert. 1986 spielte sie Billie Holiday in dem Stück Lady Day at Emerson’s Bar and Grill.
Von 1983 bis 1990 war McKee mit Leo Compton verheiratet, einem Berater des „New York City Youth Bureau“, den sie während ihrer „Show Boat“-Tour in San Francisco kennengelernt hatte, wo er einem Nebenjob als Türsteher nachging.
1992 veröffentlichte McKee ihr drittes Album Natural Love bei Spike Lees Label 40 Acres And A Mule. Es wurde in New York sowie Woodland Hills aufgenommen und enthält Musik der Richtungen R&B, Pop, Rock und Hip-Hop. Sieben Songs stammen von McKee, drei von ihrem Partner Bryant McNeil.
2010 produzierte McKee, die Filmregie an der „New School“ in New York studiert hat, das Filmdrama Dream Street. Sie führte zudem Regie, schrieb auch das Drehbuch und komponierte die Musik dazu.

## Diskografie

### Alben
- 1974: Lonette (Sussex Records)
- 1978: Words And Music (Warner Bros. Records)
- 1992: Natural Love (40 Acres And A Mule)

### Singles
- 1967: Mind Intruder / Stop! (Don’t Worry About It) (Dearborn)
- 1968: Veil Of Mystery / Stop! (Don’t Worry About It)  (M-S Records)
- 1969: Blue Jeans / True Love Didn’t Stay  (M-S Records)
- 1974: Save It (Don’t Give It Away) / Do To Me (Sussex Records)
- 1975: I’m Alone (Sussex Records)
- 1978: Color (Of The Love Of My Love) (Warner Bros. Records)
- 2003: mit Ric Martin und Justin Jones: Do To Me / I Traveled The Road / Dance By Yourself

## Filmografie (Auswahl)
| - 1972: The Wacky World of Jonathan Winters (Fernsehserie) - 1976: Sparkle - 1977: Wie geht’s aufwärts? (Which Way Is Up?) - 1979: Explosion in Cuba (Cuba) - 1982: Illusions - 1984: Cotton Club (The Cotton Club) - 1985: Zum Teufel mit den Kohlen (Brewster’s Millions) - 1985: Spenser (Spenser: For Hire) - 1985: Der Equalizer (The Equalizer, Fernsehserie, 1 Folge) - 1986: Um Mitternacht (’Round Midnight) - 1986: Miami Vice (Fernsehserie, Folge Stone’s War) - 1987: Der steinerne Garten (Gardens of Stone) - 1989: Amen (Fernsehserie, 2 Folgen) - 1989: The Women of Brewster Place - 1990: Action Jackson 2 – Gefährliche Begierde (Dangerous Passion) - 1991: L.A. Law – Staranwälte, Tricks, Prozesse (L.A. Law, Fernsehserie, 1 Folge) - 1991: Jungle Fever - 1992: Malcolm X - 1993: Queen - 1997: To Dance with Olivia - 1998: Blindes Vertrauen (Blind Faith) | - 1998: Spike Lee’s Spiel des Lebens (He Got Game) - 1999: Having Our Say: The Delany Sisters’ First 100 Years - 1999–2003: Third Watch – Einsatz am Limit (Third Watch, Fernsehserie, 10 Folgen) - 2000: Fast Food Fast Women - 2000: Men of Honor - 2001: Lift - 2001: For Love of Olivia - 2001: A Day in Black and White - 2002: Law & Order: Special Victims Unit (Fernsehserie, 1 Folge) - 2003: The Paper Mache Chase - 2003: Honey - 2004: She Hate Me - 2004: Half & Half (Fernsehserie, 1 Folge) - 2006: Missing – Verzweifelt gesucht (1-800-Missing, Fernsehserie, 1 Folge) - 2006: ATL - 2007–2014: The Game (Fernsehserie, 3 Folgen) - 2010: Dream Street - 2011: This Narrow Place - 2011: Honey 2 – Lass keinen Move aus (Honey 2) - 2012: LUV - 2015: Against the Jab |